# Guiu Guerra
|  | Per a altres significats, vegeu «Guiu II de Toscana». |

Guiu Guerra o Guido Guerra (vers 1220 - Montevarchi, octubre de 1272) va ser un condottiero i polític italià, fill del comte Marcovald i de Beatrice dei Conti de Capraia.
Va passar un període en la cort de Frederic II de Hohenstaufen, on va passar a ser un dels pupils del rei, tot i que un cop va tornar a Florència va abraçar la causa güelfa, sent un dels principals líders i transformant-se en home de confiança del papa Innocenci IV. Des del 1248 va ser Capità General de la Santa Seu.
Com a home d'armes va combatre el 1255 al servei de Florència contra els aretins i el 1260 va participar en la batalla de Montaperti, on van ser derrotats els güelfs, el que fou la causa del seu exili de Florència. Entrat al servei de Carles I d'Anjou va combatre a San Germano i a la batalla de Benevent (1266), on la part güelfa va obtenir la seva revenja. En aquella ocasió Guiu es va distingir particularment, rebent honors i reconeixements (Vicari angeví de la Toscana, podestà de Lucca i capità general dels güelfs de Toscana). Tornat a Florència el 1267, va morir al castell de Montevarchi, de la seva propietat, el 1272.
Es va casar amb Agnesina, potser dels Fieschi parents del papa Innocenci IV, però va tenir dos fills il·legítims amb Joana de la casa dels marquesos Pallavicino, que foren el comte Guido Novello i el comte Simone anomenats "de Bastia".
La seva figura és també coneguda per ser un dels tres florentins que Dante Alighieri va posar en el gir dels sodomites, al costat de Jacopo Rusticucci i Tegghiaio Aldobrandi. Dante en el passatge del Cant XVI l'Infern tenia potser la necessitat d'almenys tres figures per crear l'escena dels condemnats que giraven corrent en cercles amb la pena de no poder aturar-se, variant sobre el tema del passeig al costat del poeta usat com a expedient en el precedent passatge sobre Brunetto Latini. El poeta va triar llavors tres figures preses del món polític i militar de la generació immediatament precedent a la seva, persones de gran fama que, ho fa dir el mateix Dante a Jacopo, no han d'enganyar pel seu aspecte miserable de condemnats, sent que en vida van ser homes valents i respectats.
De Guido es diu que va ser el net "de la bona Gualdrada", exemple de virtut femenina, i que "en la seva vida/amb el seu talent va fer molt amb l'espasa" (vv. 38-39).
Els seus títols de noblesa complets eren comte i senyor de:
- Dovadola
- Montevarchi
- Pòrtic
- Bagno di Romagna (junt amb altres familiars)
- Corzano (en part)
- Modigliana (en part)
- Castel Ruggero (en part)
- Montauto (en part)
- Montepoli (en part)
- Musigliolo (en part)
- Agello (en part)
- Montauto (en part)
- Montebovaro (en part)
- Tredozio (en part)
- Collina (en part)
- Poggio di Vall (en part)
- Gransignano (en part)
- Castel di Vall (en part)
- Fontechiusa (en part)
- Verghereta (en part)
- Musignano
- Scannello
- Villa Rocca